# Хо Ші Мін
Хо Ші Мін (у багатьох джерелах Хо Ши Мін; в'єт. Hồ Chí Minh, кит.: 胡志明, 19 травня 1890 — 2 вересня 1969) — в'єтнамський революціонер, державний діяч. Справжнє прізвище — Нгуєн; інший псевдонім Нгуєн Ай Куок (в'єтн. Nguyễn Ái Quốc, 阮愛國, «Нгуен-патріот»). З 1920-х років активіст Комінтерну, відвідував Москву (перший раз 1923 року) і (під ім'ям «Нюен-Ай-квак») давав інтерв'ю для журналу «Огонёк» Осипу Мандельштаму. У 1960-их був широко відомим як «Дядечко Хо». Ідеологічно марксист-ленініст, він був головою та першим секретарем Робітничої партії В'єтнаму.
Був Прем'єр-міністром (1946—1955) і президентом (1955—1969) Північного В'єтнаму.
Хо Ші Мін був поліглотом, володів французькою, англійською, китайською, італійською, російською, в'єтнамською та есперанто мовами. Через його ставлення до ідеї міжнародної планової мови, есперанто у В'єтнамі отримав добре поширення та розвиток: визнані есперанто-поети отримують державні премії, міжнародне радіо В'єтнаму веде мовлення есперантською тощо.

## Біографія
Хо Ші Мін народився в селі Кімлієн, повіт Намдан, провінція Нгеан. Його ім'я при народженні (перше, або молочне, ім'я) — Нгуєн Шинь Кунг. За в'єтнамською традицією перед вступом до школи він отримав друге (офіційне, або «книжкове», ім'я) —Nguyễn Tất Thành — «Нгуен-тріумфатор».
Його батько, Нгуєн Шинь Шак, прибічник конфуціанської патріотичної партії, був найосвіченішою людиною в селі, отримав почесне звання фобанга (друге за значенням), надалі його запрошували на посаду начальника повіту. Мати — Хоанг Тхі Лоан — померла у віці 32 років під час пологів, при народженні четвертої дитини.
1911 року Нгуєн під вигаданим іменем вступив на пароплав матросом, відвідавши Європу й Америку. На батьківщину він повернувся за 30 років. У 1916—1923 роках проживав у США, Великій Британії та Франції. У Парижі взяв псевдонім Нгуєн Ай Куок (Nguyễn Ái Quốc, 阮愛國, «Нгуєн-патріот»). 1919 року звернувся до керівників держав, які підписували Версальський договір, щоб вони надали свободу народам Індокитаю. 1920 року вступив до лав Французької комуністичної партії. В Радянському Союзі він остаточно сформувався як комуністичний лідер. З 1920-их років — активіст Комінтерну. Свої погляди він виклав на V конгресі Комінтерну (1924), де виступив з доповіддю з колоніального питання.
1923 року приїхав на запрошення Комінтерну з Парижа до Москви. Для конспірації перепустка до СРСР була виписана на інше ім'я. Їхати довелось через Німеччину: до Берліна, звідти — до Гамбурга, 30 червня 1923 року він прибув пароплавом до Петрограда, а потім потягом — до Москви. Дуже хотів побачитись із Леніним, однак зустрітись не судилось, оскільки радянський вождь вже був серйозно хворим і невдовзі помер. Нгуєн Ай Куок зміг відвідати прощальну церемонію.
Закінчив Комуністичний університет трудящих Сходу ім. Й. В. Сталіна
1925 року організував Товариство революційної молоді В'єтнаму. Щоб уникнути арешту, йому довелось оселитись не у В'єтнамі, а в Камбоджі.
1927 року працював перекладачем Головного політичного радника ЦВК Гоміньдану Михайла Бородіна (справжнє прізвище Грузенберг).
У той час в Індокитаї вже діяли окремі комуністичні групи. Хо Ші Міну, за сприяння Компартії Франції (та особисто Моріса Тореза), філією якої вважалась Компартія В'єтнаму, вдалось об'єднати їх, та 1930 року була утворена Комуністична партія Індокитаю.
1941 року в окупованому японцями Індокитаї Хо Ші Мін започаткував В'єтмінь. Був заарештований та провів півтора року у в'язниці. Після виходу японців В'єтмінь узяв владу в Індокитаї.
Був прем'єр-міністром (1946—1955) і президентом (1946—1969) Північного В'єтнаму.
У 1955—1956 роках його уряд здійснив аграрну реформу. Отримував матеріальну та військову допомогу від КНР та СРСР. 1965 року у зв'язку з бомбардуваннями США Північного В'єтнаму Хо Ші Мін оголосив про безперервну боротьбу з ними й відмовився від будь-яких перемовин.
Помер 1969 року, на 80-му році життя. Був забальзамований радянськими фахівцями, хоч у заповіті прохав кремувати себе, помістити прах у три керамічні урни й поховати в кожній частині країни — на півночі, півдні та в центрі, де народився. Похований у Ханої, в мавзолеї на майдані Бадінь.

## Міжнародний вплив

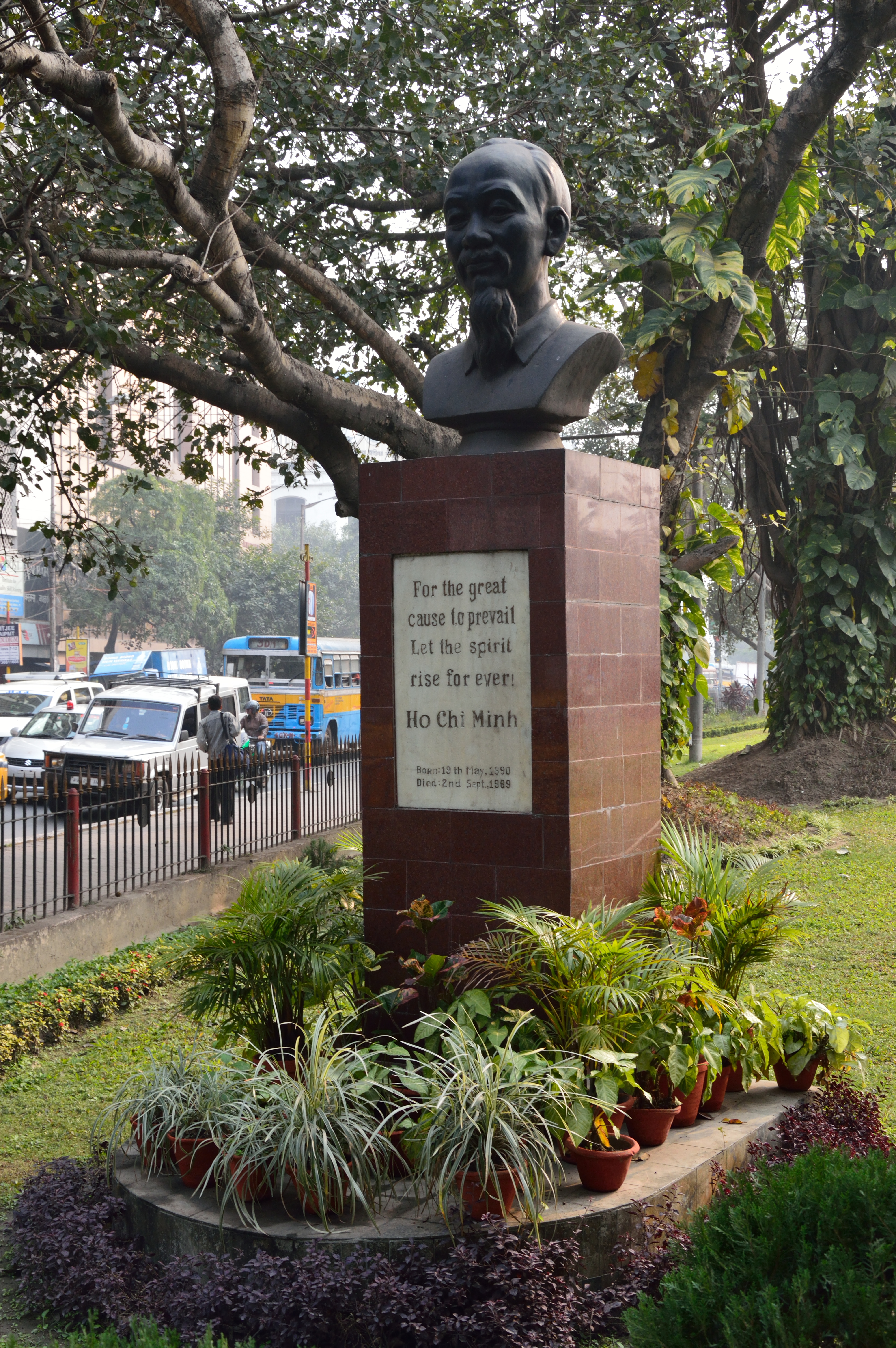
Бюст Хо Ши Міна в Калькутті, Індія

Хо Ши Міна вважають одним з найвпливовіших лідерів у світі. Журнал Time включив його до списку 100 найвпливовіших людей XX століття (Time 100) у 1998. Його ідеї та переконання надихнули багатьох лідерів і людей у глобальному масштабі в Азії, Африці та Латинській Америці під час руху за деколонізацію, який стався після Другої світової війни. Бувши комуністом, він був одним з небагатьох міжнародних діячів, яких відносно добре поважали на Заході, і не піддавався такій міжнародній критиці, як інші комуністичні правителі та фракції, навіть отримуючи похвалу за свої дії.Час 100: найвпливовіші люди століття
У 1987 році ЮНЕСКО офіційно рекомендувала державам-членам «приєднатися до відзначення сторіччя від дня народження президента Хо Ши Міна, організувавши різноманітні заходи на знак вшанування його пам'яті», враховуючи «важливий і багатогранний внесок президента Хо Ши Міна в галузі культури, освіти та мистецтва», який «все своє життя присвятив національному визволенню в'єтнамського народу, роблячи внесок у спільну боротьбу народів за мир, національну незалежність, демократію і соціальний прогрес».
Одна з робіт Хо Ши Міна, «Чорна раса», більша частина якої була написана французькою мовою, висвітлює його погляди на гноблення народів колоніалізмом та імперіалізмом у 20 написаних статтях. Інші книги, такі як «Революція», в якій опубліковані вибрані праці та статті Хо Ши Міна англійською мовою, також висвітлюють інтерпретацію та переконання Хо Ши Міна в соціалізмі та комунізмі, а також у боротьбі проти того, що він вважав злом, яке походить від капіталізму, колоніалізму та імперіалізму.

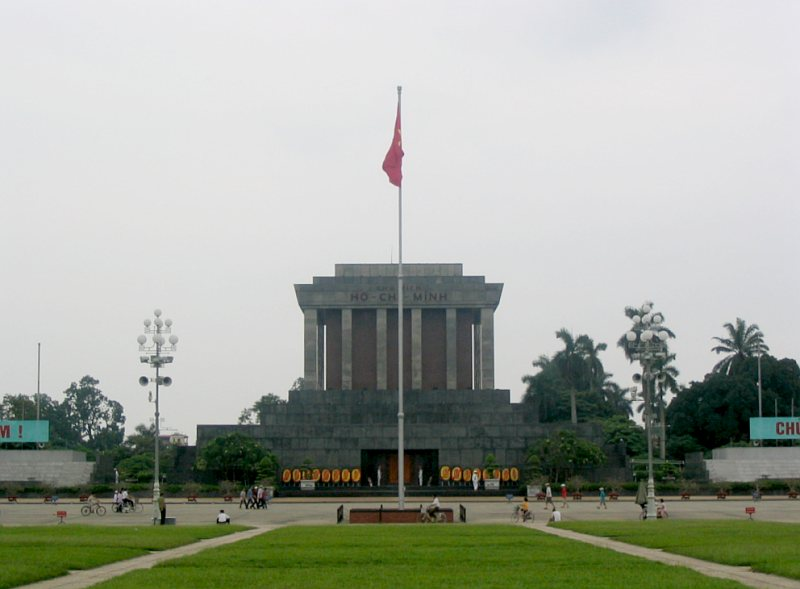
Мавзолей Хо Ші Міна в Ханої

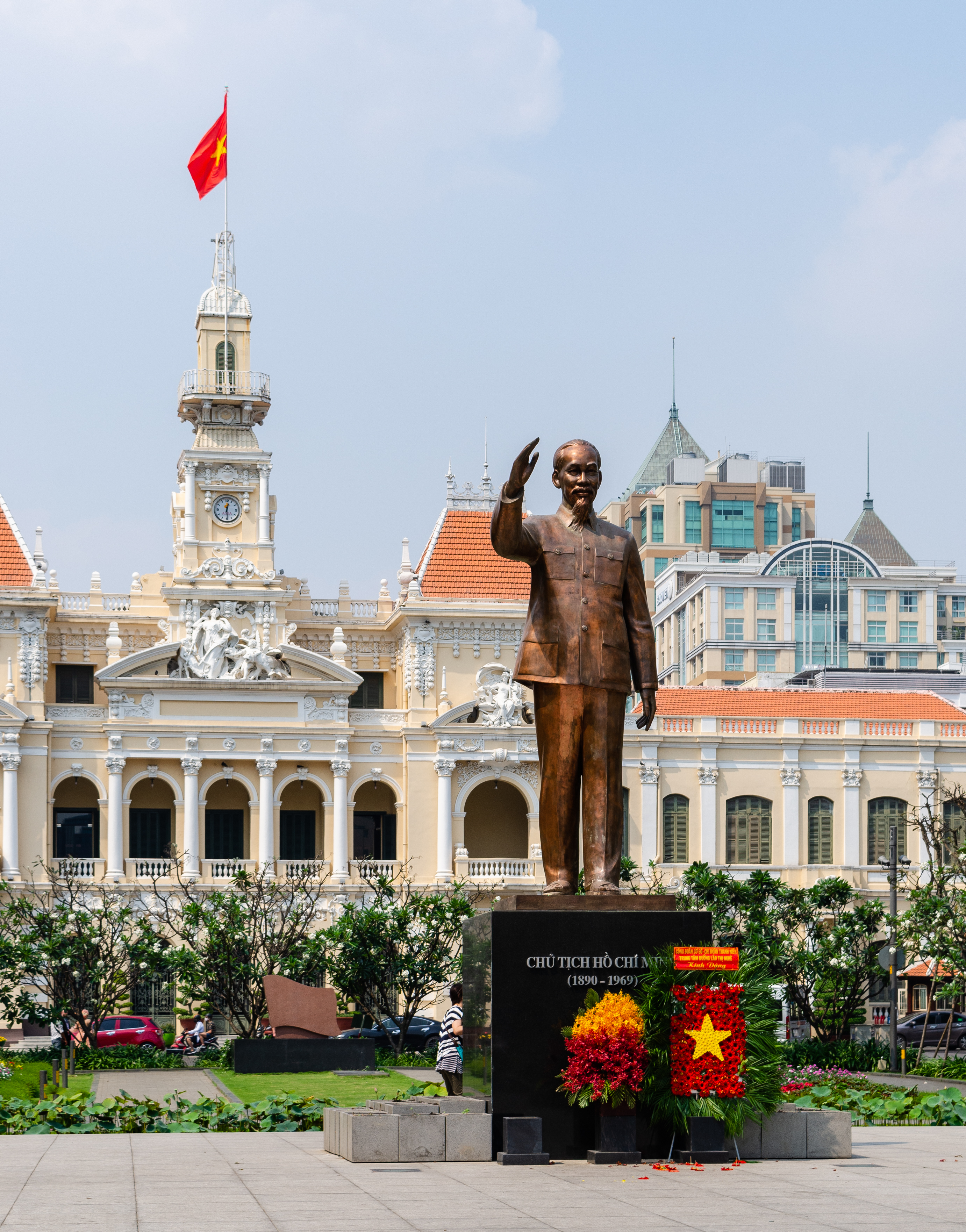
Пам'ятник перед Народними зборами в Хошиміні

## Пам'ять
- На його честь столицю Південного В'єтнаму місто Сайгон 1976 року було перейменовано на Хошимін.
- У РФ у місті Москва 1969 року назву на честь в'єтнамського лідера отримала одна з площ, пізніше там було встановлено пам'ятник.
- 1978 року одна з вулиць міста Ленінград (РФ) первинно називалась вулицею Хо Ші Міна (тобто, на честь президента)[23], але пізніше (наприкінці 1980-их) була перейменована на вулицю Хошиміна (тобто, на честь міста-побратима).
- У місті Санкт-Петербург (РФ), на Східному факультеті СПбДУ 19 травня 2010 року було відкрито Інститут Хо Ші Міна та пам'ятник йому.[24]
- На його честь названо проспект і поставлено пам'ятник в місті Ульяновськ (РФ).
- Пам'ятник у місті Буенос-Айрес (Аргентина, 2012)[25]
- Парк імені Хо Ші Міна (з 1960-их років) та молодіжний футбольний чемпіонат імені Хо Ші Міна в місті Сантьяго-де-Чилі (Чилі).[26]
- Хо Ші Мін зображений на лицьовому боці всіх в'єтнамських полімерних банкнот останньої серії,[27] а також присвяченої 50-річчю Банку В'єтнаму пам'ятній банкноті, випущеній 2001 року.
- Його іменем названа Київська спеціалізована школа № 251.

### У філателії

Поштові марки
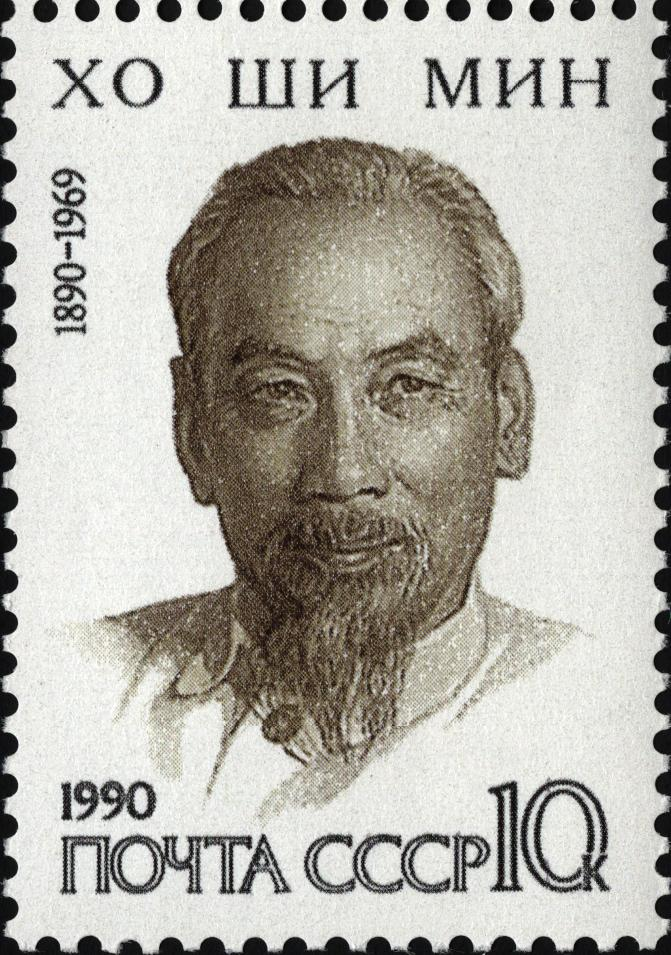
Поштова марка СРСР, 1990 рік